# إليزابيث غيليرد
كانت إليزابيث روزيتا غيليرد لوفنشتاين (20 مارس 1909-25 مايو 1969) محللة نفسية هولندية أمريكية. ولدت غيليرد في عائلة من الطبقة المتوسطة العليا في روتردام، ودرست التحليل النفسي في فيينا ثم في لندن تحت إشراف آنا فرويد. وفي مسيرتها المهنية في الولايات المتحدة الأمريكية، أصبحت غيليرد من الممارسين البارزين في الولايات المتحدة في مجال التحليل النفسي للأطفال والمراهقين طوال منتصف القرن العشرين. تخصصت غيليرد في التحليل النفسي للذهان، بما في ذلك الفصام، وتعتبر من الكاتبين المؤثرين في مجال التحليل النفسي لفصام الطفولة. كانت من أوائل الكتاب الذين تطرقوا إلى مفهوم اضطراب الشخصية الحدية في مرحلة الطفولة.
تزوجت غيليرد في عام 1946 من زميلها المحلل النفسي رودولف لوفنشتاين، واستمر زواجهما حتى وفاتها. أنجب الزوجان طفلًا واحدًا. اكتسبت صيت الطبيبة الماهرة والعطوفة، ووصفت بأنها تتمتع بطبع حساس ومتفحص وعاطفي. تعتبر غيليرد مفكرة مستقلة أيضًا، فقد كانت تقدم أفكارها بقوة، حتى لو كانت مواضيعها حساسة بما يكفي ليتجنبها المحللون النفسيون الآخرون. توفيت غيليرد في نيويورك عام 1969 عن عمر يناهز 60 عام بعد معاناتها من مرض مزمن معظم حياتها.

## تأسيس مسيرتها المهنية
واصلت غيليرد دراستها تحت إشراف آنا فرويد في لندن، لتصبح واحدة من أكثر طلابها شهرة. اشتهرت غيليرد بفكرها المستقل وأسلوبها في التعامل، فقد قدمت أفكارها بقوة وكفاءة حتى لو كانت المواضيع التي تتناولها يراها أقرانها حساسة للغاية أو يعتبرون نقاشها مسببًا للإحراج. استشهدت آنا فرويد لاحقًا بأبحاث غيليرد في بعض أهم منشوراتها خلال خمسينيات وستينيات القرن الماضي. خلال فترة وجودها في لندن، عملت غيليرد كطبيبة نفسية في مستشفى مودسلي في منطقة دنمارك هيل، وعملت مع لاجئي الحرب الفرنسيين في عيادة تافيستوك في سويس كوتيدج.
في عام 1940، انتقلت غيليرد إلى الولايات المتحدة، وهي خطوة شجعها عليها أصدقاؤها المقيمون مسبقًا في البلاد. استقرت غيليرد لأول مرة في توبيكا في ولاية كانساس، حيث عملت في عيادة كارل مينينغر في مينينغر طوال النصف الأول من أربعينيات القرن الماضي. خلال هذه الفترة، عملت في مجال التوعية لتشجيع الآباء على توضيح وقائع الحرب العالمية الثانية لأطفالهم بدلًا من إخفاء وجودها وعواقبها عنهم، وذلك بناءً على تجاربها في علاج الأطفال النازحين في لندن. في عام 1946، انتقلت غيليرد إلى مدينة نيويورك وتزوجت من زميلها المحلل النفسي رودولف لوفنشتاين، وأنجبا ابنًا واحدًا هو الطبيب النفسي ريتشارد لوفنشتاين.
طوال هذه الفترة، وازنت غيليرد بين الأسرة والعمل مع معاناتها من مرض مزمن. وظفت كمحللة تدريبية في معهد نيويورك للتحليل النفسي في عام 1947، حيث لعبت دورًا محوريًا في تطوير برامج التحليل النفسي للأطفال والمراهقين في المعهد.

## مساهماتها البارزة في التحليل النفسي للأطفال
تخصصت غيليرد في التحليل النفسي للأطفال والمراهقين. وبسبب الأعمال التي قدمتها في معهد نيويورك للتحليل النفسي، أصبحت غيليرد أحد أكثر المحللين النفسيين تأثيرًا في المجال في الولايات المتحدة طوال منتصف القرن العشرين. اهتمت غيليرد بشكل خاص بالتحليل النفسي لمرض الفصام في مرحلة الطفولة، وهو أحد الأمراض المشخصة بشكل شائع آنذاك. تصنف الكثير الحالات، التي اعتبرت فصام طفلي في أيام غيليرد، ضمن اضطرابات طيف التوحد في الوقت الحالي. في عام 1946، نشرت غيليرد ورقة بحثية عن الأطفال الذين يعانون من مشاكل سلوكية، واعتبرت أنهم قد يصابوا بالفصام، موضحةً أن المشاكل السلوكية في حد ذاتها من علامات الذهان. جادلت بأن استخدام التحليل النفسي قد يساعد هذه الفئة العمرية، إذ قالت إنه قد يحمل تأثير إيجابي على حالة الأفراد الذين خضعوا له.
كانت غيليرد من أوائل المحللين النفسيين الذين فكروا في احتمال حدوث اضطراب الشخصية الحدية عند الأطفال. وفقًا لما كتبته في عام 1958، وسعت غيليرد وصف مارغريت مالر، الذي وضعته عام 1949 حول المفهوم ثلاثي الأبعاد الذي يتضمن: الأطفال المصابون بالتوحد والمصابون بالذهان وما سمتهم بالمجموعة الثالثة، ثم قارنت المجموعة الثالثة مع اضطراب الشخصية الحدية وأعراضه في مرحلة البلوغ. تابعت سارة كوت روزنفيلد ومارغوري سبرينس في ستينيات القرن الماضي الأبحاث التي أجرتها غيليرد، وفي العقد التالي وسعها فريد باين أيضًا.
كانت غيليرد عضوًا في المدرسة الفرويدية أو الكلاسيكية للتحليل النفسي للأطفال، وناقدًا للمدرسة الكلاينية التي تديرها ميلاني كلاين. وافقت غيليرد على بعض مساهمات المدرسة الكلاينية، كالتركيز على أهمية السنة الأولى من الحياة للتطور النفسي، لكنها اختلفت مع معظم آرائها الأخرى. كانت المساهمات المتعلقة بالذهان أكثر المواضيع التي دعمتها غيليرد في الكلاينية. انتقدت غيليرد تحديدًا الموقف الكلايني المتساهل الذي يمنح الأطفال كامل الحرية الممكنة مع مراقبتهم فقط، معتقدةً بضرورة اتباع طرق علاجية أكثر صرامة. في عام 1968، حررت غيليرد مجموعة بعنوان: المحلل النفس عمليًا، وهي مجموعة تقارير حالات تهدف إلى تقديم صورة عن تقنيات التحليل النفسي الفرويدية للأطفال. مثّل هذا العمل ردًا على الكتب التي توضح الأسلوب العلاجي الكلايني في ظل غياب أي نظائر فرويدية.
من خلال عملها السريري، اكتسبت غيليرد سمعة المحللة النفسية الماهرة والعطوفة. وصفها تارتاكوف بأنها تتمتع بإحساس وتعاطف غير عادي مع صغار السن، بينما وصفتها المؤرخة نيلي تومبسون بأنها تتمتع بطبع حساس ومتفحص وعاطفي يطابق مظهرها الكلاسيكي الجديد اللطيف. انصب تركيز غيليرد السريري على الاضطرابات النفسية الشديدة والذهان، والبحث عن حلول علاجية لأمراض الصحة النفسية الأكثر تعقيدًا من العصاب. شكل الفصام محور اهتمام خاص في حياتها المهنية وموضوعًا للعديد من أعمالها المكتوبة.

## حياتها اللاحقة ووفاتها
ركزت غيليرد في الستينيات على الجوانب التكيفية لدفاعات الأنا، كالإنكار والتراجع، بما في ذلك أدوار هذه الآليات في مرحلة المراهقة الطبيعية. اهتمت غيليرد خصوصًا بالدور المحتمل الذي يلعبه التراجع في التطور الطبيعي للمراهقين، وهي فكرة اقترحها أيضًا جان بياجيه. في الفترة التي سبقت وفاتها، عملت غيليرد على تأليف مجلد كتب حول التحليل النفسي للمراهقين وتطورهم.
توفيت غيليرد في مدينة نيويورك في 25 مايو 1969 عن عمر يناهز 60 عام، وذلك قبل وفاة زوجها، الذي توفي عام 1976، ومعلمتها آنا فرويد.